# Federația Centrafricană de Fotbal
Federația de Fotbal a Republicii Centrafricane (franceză Fédération Centrafricaine de Football) (RCA) este forul ce guvernează fotbalul în Republica Centrafricană. Se ocupă de organizarea echipei naționale și a campionatului.